# Saint-Laurent-les-Bains
Saint-Laurent-les-Bains korábbi község (település)  Franciaországban, Ardèche megyében. 2019. január 1-jén Laval-d’Aurelle községgel egyesült és Saint-Laurent-les-Bains-Laval-d’Aurelle új község része lett.
Lakosainak száma 138 fő (2018. január 1.). Saint-Laurent-les-Bains Borne, Laval-d’Aurelle, Laveyrune, Montselgues, Saint-Étienne-de-Lugdarès, La Bastide-Puylaurent és Prévenchères községekkel határos.

## Népesség
A település népessége az elmúlt években az alábbi módon változott:
| Lakosok száma | 133  | 136  | 138  | 139  | 138  |
|               | 2013 | 2015 | 2016 | 2017 | 2018 |